# AGM-87 Focus
O AGM-87 Focus foi um míssil ar-superfície desenvolvido pelos Estados Unidos.

## Visão geral
O míssil foi um desenvolvimento do AIM-9B Sidewinder, um míssil ar-ar, para o uso contra alvos terrestres. O desenvolvimento teve lugar no China Lake Naval Weapons Center durante o final da década de 1960. O método de guiamento infravermelho do Sidewinder foi mantido, pois se tratava de um míssil para ser usado contra alvos que emitia uma assinatura infravermelha (calor). Alvos típicos incluiam caminhões e outros veículos.
O Focus foi usado no Vietnã entre 1969 e 1970, principalmente para ataques  noturnos quando emissores de infravermelho destacam-se contra o fundo frio. Embora o míssil teria sido bastante eficaz, ele foi descontinuado em favor de outras armas.

## Especificações
- Comprimento : 9 pés de 3,5 " (2.83 m)
- Envergdura : 1 ft 10 (0,56 m)
- Diâmetro : 5 "(12,7 cm)
- Peso : 155 kg (70 kg)
- Propulsão : Thiokol MK 17 MOD 3 foguete de combustível sólido